# Wildschönau
Wildschönau è un comune austriaco di 4 197 abitanti nel distretto di Kufstein, in Tirolo. Stazione sciistica specializzata nello sci alpino, ha ospitato tra l'altro una tappa della Coppa Europa 2001.